# 全国高等学校野球選手権大会 (秋田県勢)
全国高等学校野球選手権大会における秋田県勢の成績について記す。

## 大会結果
| 大会（開催年）        | 代表校                                         | 試合結果                                       | 試合結果                                       | 成績                                           |
| --------------------- | ---------------------------------------------- | ---------------------------------------------- | ---------------------------------------------- | ---------------------------------------------- |
| 第1回大会（1915年）   | 秋田中（東北・初出場）                         | 準々決勝                                       | ○ 9 - 1 三重四中                               | 準優勝                                         |
| 第1回大会（1915年）   | 秋田中（東北・初出場）                         | 準決勝                                         | ○ 3 - 1 早稲田実                               | 準優勝                                         |
| 第1回大会（1915年）   | 秋田中（東北・初出場）                         | 決勝                                           | ● 1 - 2x 京都二中（延長13回）                  | 準優勝                                         |
| 第8回大会（1922年）   | 秋田中（東北・7年ぶり2回目）                   | 1回戦                                          | ● 9 - 14 広島商                                | 初戦敗退                                       |
| 第10回大会（1924年）  | 秋田中（東北・2年ぶり3回目）                   | 2回戦                                          | ● 1 - 13 松山商                                | 初戦敗退                                       |
| 第11回大会（1925年）  | 秋田商（奥羽・初出場）                         | 2回戦                                          | ● 4 - 5x 敦賀商                                | 初戦敗退                                       |
| 第15回大会（1929年）  | 秋田師範（奥羽・初出場）                       | 1回戦                                          | ● 0 - 12 鳥取一中                              | 初戦敗退                                       |
| 第17回大会（1931年）  | 秋田中（奥羽・7年ぶり4回目）                   | 1回戦                                          | ○ 6 - 0 千葉中                                 | 2回戦                                          |
| 第17回大会（1931年）  | 秋田中（奥羽・7年ぶり4回目）                   | 2回戦                                          | ● 1 - 19 中京商                                | 2回戦                                          |
| 第18回大会（1932年）  | 秋田中（奥羽・2年連続5回目）                   | 1回戦                                          | ● 1 - 8 早稲田実（7回表降雨コールド）          | 初戦敗退                                       |
| 第19回大会（1933年）  | 秋田中（奥羽・3年連続6回目）                   | 2回戦                                          | ● 5 - 7 郡山中                                 | 初戦敗退                                       |
| 第20回大会（1934年）  | 秋田中（奥羽・4年連続7回目）                   | 2回戦                                          | ○ 5 - 1 福島師範                               | ベスト4                                        |
| 第20回大会（1934年）  | 秋田中（奥羽・4年連続7回目）                   | 準々決勝                                       | ○ 17 - 7 敦賀商                                | ベスト4                                        |
| 第20回大会（1934年）  | 秋田中（奥羽・4年連続7回目）                   | 準決勝                                         | ● 0 - 9 呉港中                                 | ベスト4                                        |
| 第21回大会（1935年）  | 秋田商（奥羽・10年ぶり2回目）                  | 2回戦                                          | ○ 4 - 0 桐生中                                 | ベスト8                                        |
| 第21回大会（1935年）  | 秋田商（奥羽・10年ぶり2回目）                  | 準々決勝                                       | ● 2 - 5 愛知商                                 | ベスト8                                        |
| 第23回大会（1937年）  | 秋田中（奥羽・3年ぶり8回目）                   | 2回戦                                          | ● 5 - 13 滝川中                                | 初戦敗退                                       |
| 第35回大会（1953年）  | 秋田（奥羽・16年ぶり9回目）                    | 2回戦                                          | ● 0 - 2 松山商                                 | 初戦敗退                                       |
| 第36回大会（1954年）  | 秋田（奥羽・2年連続10回目）                    | 2回戦                                          | ● 0 - 5 三原                                   | 初戦敗退                                       |
| 第38回大会（1956年）  | 秋田（奥羽・2年ぶり11回目）                    | 2回戦                                          | ● 1 - 10 浪華商                                | 初戦敗退                                       |
| 第40回大会（1958年）  | 秋田商（23年ぶり3回目）                        | 2回戦                                          | ● 0 - 3 徳島商                                 | 初戦敗退                                       |
| 第42回大会（1960年）  | 秋田商（西奥羽・2年ぶり4回目）                 | 1回戦                                          | ○ 10 - 0 水戸商                                | 2回戦                                          |
| 第42回大会（1960年）  | 秋田商（西奥羽・2年ぶり4回目）                 | 2回戦                                          | ● 0 - 1 静岡                                   | 2回戦                                          |
| 第43回大会（1961年）  | 秋田商（西奥羽・2年連続5回目）                 | 1回戦                                          | ○ 1 - 0 高鍋                                   | 2回戦                                          |
| 第43回大会（1961年）  | 秋田商（西奥羽・2年連続5回目）                 | 2回戦                                          | ● 0 - 1x 桐蔭（延長10回）                      | 2回戦                                          |
| 第45回大会（1963年）  | 能代（初出場）                                 | 1回戦                                          | ○ 12 - 1 長浜北                                | 2回戦                                          |
| 第45回大会（1963年）  | 能代（初出場）                                 | 2回戦                                          | ● 1 - 5 岡山東商                               | 2回戦                                          |
| 第46回大会（1964年）  | 秋田工（西奥羽・初出場）                       | 1回戦                                          | ● 1 - 4 高知                                   | 初戦敗退                                       |
| 第47回大会（1965年）  | 秋田（西奥羽・9年ぶり12回目）                  | 1回戦                                          | ○ 4x - 3 大鉄（延長13回）                      | ベスト4                                        |
| 第47回大会（1965年）  | 秋田（西奥羽・9年ぶり12回目）                  | 2回戦                                          | ○ 5 - 3 日大二                                 | ベスト4                                        |
| 第47回大会（1965年）  | 秋田（西奥羽・9年ぶり12回目）                  | 準々決勝                                       | ○ 13 - 1 津久見                                | ベスト4                                        |
| 第47回大会（1965年）  | 秋田（西奥羽・9年ぶり12回目）                  | 準決勝                                         | ● 3 - 4 三池工                                 | ベスト4                                        |
| 第48回大会（1966年）  | 秋田（西奥羽・2年連続13回目）                  | 1回戦                                          | ● 0 - 2 中京商                                 | 初戦敗退                                       |
| 第49回大会（1967年）  | 本荘（西奥羽・初出場）                         | 1回戦                                          | ● 0 - 4 倉敷工                                 | 初戦敗退                                       |
| 第50回大会（1968年）  | 秋田市立（初出場）                             | 2回戦                                          | ○ 7 - 2 市神港                                 | ベスト8                                        |
| 第50回大会（1968年）  | 秋田市立（初出場）                             | 3回戦                                          | ○ 7 - 2 智弁学園                               | ベスト8                                        |
| 第50回大会（1968年）  | 秋田市立（初出場）                             | 準々決勝                                       | ● 1 - 5 静岡商                                 | ベスト8                                        |
| 第51回大会（1969年）  | 横手（西奥羽・初出場）                         | 1回戦                                          | ● 1 - 3 平安                                   | 初戦敗退                                       |
| 第52回大会（1970年）  | 秋田商（西奥羽・10年ぶり6回目）                | 1回戦                                          | ● 4 - 7 広島商                                 | 初戦敗退                                       |
| 第53回大会（1971年）  | 秋田市立（西奥羽・3年ぶり2回目）               | 1回戦                                          | ● 0 - 7 報徳学園                               | 初戦敗退                                       |
| 第54回大会（1972年）  | 秋田市立（西奥羽・2年連続3回目）               | 1回戦                                          | ○ 3 - 0 米子工                                 | 2回戦                                          |
| 第54回大会（1972年）  | 秋田市立（西奥羽・2年連続3回目）               | 2回戦                                          | ● 3 - 5 東海大工                               | 2回戦                                          |
| 第55回大会（1973年）  | 秋田（7年ぶり14回目）                          | 2回戦                                          | ● 0 - 1 北陽                                   | 初戦敗退                                       |
| 第56回大会（1974年）  | 秋田市立（奥羽・2年ぶり4回目）                 | 2回戦                                          | ● 0 - 4 郡山（延長10回）                       | 初戦敗退                                       |
| 第57回大会（1975年）  | 秋田商（奥羽・5年ぶり7回目）                   | 2回戦                                          | ○ 9 - 0 洲本                                   | 3回戦                                          |
| 第57回大会（1975年）  | 秋田商（奥羽・5年ぶり7回目）                   | 3回戦                                          | ● 2 - 3 磐城                                   | 3回戦                                          |
| 第58回大会（1976年）  | 秋田商（奥羽・2年連続8回目）                   | 1回戦                                          | ○ 4 - 3 宇部商                                 | 2回戦                                          |
| 第58回大会（1976年）  | 秋田商（奥羽・2年連続8回目）                   | 2回戦                                          | ● 4 - 5x 天理（延長12回）                      | 2回戦                                          |
| 第59回大会（1977年）  | 能代（奥羽・14年ぶり2回目）                    | 1回戦                                          | ● 2 - 10 高崎商                                | 初戦敗退                                       |
| 第60回大会（1978年）  | 能代（2年連続3回目）                           | 1回戦                                          | ● 0 - 1 箕島                                   | 初戦敗退                                       |
| 第61回大会（1979年）  | 秋田商（3年ぶり9回目）                         | 2回戦                                          | ● 2 - 5 広島商                                 | 初戦敗退                                       |
| 第62回大会（1980年）  | 秋田商（2年連続10回目）                        | 2回戦                                          | ○ 3 - 2 田川                                   | 3回戦                                          |
| 第62回大会（1980年）  | 秋田商（2年連続10回目）                        | 3回戦                                          | ● 0 - 3 瀬田工                                 | 3回戦                                          |
| 第63回大会（1981年）  | 秋田経大付（初出場）                           | 1回戦                                          | ○ 5 - 1 興南                                   | 3回戦                                          |
| 第63回大会（1981年）  | 秋田経大付（初出場）                           | 2回戦                                          | ○ 5 - 1 福島商                                 | 3回戦                                          |
| 第63回大会（1981年）  | 秋田経大付（初出場）                           | 3回戦                                          | ● 1 - 2x 志度商（延長10回）                    | 3回戦                                          |
| 第64回大会（1982年）  | 秋田経大付（2年連続2回目）                     | 2回戦                                          | ● 2 - 5 鹿児島商工                             | 初戦敗退                                       |
| 第65回大会（1983年）  | 秋田（10年ぶり15回目）                         | 2回戦                                          | ● 3 - 5 高知商                                 | 初戦敗退                                       |
| 第66回大会（1984年）  | 金足農（初出場）                               | 1回戦                                          | ○ 6 - 3 広島商                                 | ベスト4                                        |
| 第66回大会（1984年）  | 金足農（初出場）                               | 2回戦                                          | ○ 5 - 3 別府商                                 | ベスト4                                        |
| 第66回大会（1984年）  | 金足農（初出場）                               | 3回戦                                          | ○ 6 - 4 唐津商                                 | ベスト4                                        |
| 第66回大会（1984年）  | 金足農（初出場）                               | 準々決勝                                       | ○ 6 - 0 新潟南                                 | ベスト4                                        |
| 第66回大会（1984年）  | 金足農（初出場）                               | 準決勝                                         | ● 2 - 3 PL学園                                 | ベスト4                                        |
| 第67回大会（1985年）  | 能代商（初出場）                               | 1回戦                                          | ● 0 - 4 久留米商                               | 初戦敗退                                       |
| 第68回大会（1986年）  | 秋田工（22年ぶり2回目）                        | 1回戦                                          | ○ 11 - 1 倉敷工                                | 3回戦                                          |
| 第68回大会（1986年）  | 秋田工（22年ぶり2回目）                        | 2回戦                                          | ○ 4 - 0 日南                                   | 3回戦                                          |
| 第68回大会（1986年）  | 秋田工（22年ぶり2回目）                        | 3回戦                                          | ● 0 - 2 佐伯鶴城                               | 3回戦                                          |
| 第69回大会（1987年）  | 秋田経法大付（5年ぶり3回目）                   | 2回戦                                          | ● 3 - 4 北嵯峨（延長10回）                     | 初戦敗退                                       |
| 第70回大会（1988年）  | 本荘（21年ぶり2回目）                          | 1回戦                                          | ● 0 - 6 八幡商                                 | 初戦敗退                                       |
| 第71回大会（1989年）  | 秋田経法大付（2年ぶり4回目）                   | 2回戦                                          | ○ 5 - 0 出雲商                                 | ベスト4                                        |
| 第71回大会（1989年）  | 秋田経法大付（2年ぶり4回目）                   | 3回戦                                          | ○ 3 - 1 星稜                                   | ベスト4                                        |
| 第71回大会（1989年）  | 秋田経法大付（2年ぶり4回目）                   | 準々決勝                                       | ○ 1 - 0 福岡大大濠                             | ベスト4                                        |
| 第71回大会（1989年）  | 秋田経法大付（2年ぶり4回目）                   | 準決勝                                         | ● 0 - 4 帝京                                   | ベスト4                                        |
| 第72回大会（1990年）  | 秋田経法大付（2年連続5回目）                   | 2回戦                                          | ○ 3x - 2 育英（延長13回）                      | 3回戦                                          |
| 第72回大会（1990年）  | 秋田経法大付（2年連続5回目）                   | 3回戦                                          | ● 2 - 3 横浜商（延長12回）                     | 3回戦                                          |
| 第73回大会（1991年）  | 秋田（8年ぶり16回目）                          | 2回戦                                          | ○ 4 - 3 北嵯峨                                 | 3回戦                                          |
| 第73回大会（1991年）  | 秋田（8年ぶり16回目）                          | 3回戦                                          | ● 3 - 4 大阪桐蔭（延長11回）                   | 3回戦                                          |
| 第74回大会（1992年）  | 能代（14年ぶり3回目）                          | 1回戦                                          | ○ 4 - 3 佐賀東                                 | 2回戦                                          |
| 第74回大会（1992年）  | 能代（14年ぶり3回目）                          | 2回戦                                          | ● 0 - 7 尽誠学園                               | 2回戦                                          |
| 第75回大会（1993年）  | 秋田経法大付（3年ぶり6回目）                   | 1回戦                                          | ● 4 - 14 育英                                  | 初戦敗退                                       |
| 第76回大会（1994年）  | 秋田（3年ぶり17回目）                          | 2回戦                                          | ● 2 - 8 樟南                                   | 初戦敗退                                       |
| 第77回大会（1995年）  | 金足農（11年ぶり2回目）                        | 1回戦                                          | ○ 11 - 4 倉吉東                                | ベスト8                                        |
| 第77回大会（1995年）  | 金足農（11年ぶり2回目）                        | 2回戦                                          | ○ 4 - 2 佐久長聖                               | ベスト8                                        |
| 第77回大会（1995年）  | 金足農（11年ぶり2回目）                        | 3回戦                                          | ○ 8 - 6 韮山                                   | ベスト8                                        |
| 第77回大会（1995年）  | 金足農（11年ぶり2回目）                        | 準々決勝                                       | ● 3 - 6 星稜                                   | ベスト8                                        |
| 第78回大会（1996年）  | 秋田経法大付（3年ぶり7回目）                   | 2回戦                                          | ● 2 - 4 波佐見                                 | 初戦敗退                                       |
| 第79回大会（1997年）  | 秋田商（17年ぶり11回目）                       | 1回戦                                          | ○ 4x - 3 浜田                                  | 2回戦                                          |
| 第79回大会（1997年）  | 秋田商（17年ぶり11回目）                       | 2回戦                                          | ● 4 - 8 浦添商                                 | 2回戦                                          |
| 第80回大会（1998年）  | 金足農（3年ぶり3回目）                         | 2回戦                                          | ● 2 - 7 明徳義塾                               | 初戦敗退                                       |
| 第81回大会（1999年）  | 秋田（5年ぶり18回目）                          | 1回戦                                          | ● 0 - 4 樟南                                   | 初戦敗退                                       |
| 第82回大会（2000年）  | 秋田商（3年ぶり12回目）                        | 1回戦                                          | ● 1 - 8 育英                                   | 初戦敗退                                       |
| 第83回大会（2001年）  | 金足農（3年ぶり4回目）                         | 1回戦                                          | ● 4 - 8 如水館                                 | 初戦敗退                                       |
| 第84回大会（2002年）  | 秋田商（2年ぶり13回目）                        | 2回戦                                          | ● 1 - 17 尽誠学園                              | 初戦敗退                                       |
| 第85回大会（2003年）  | 秋田（4年ぶり19回目）                          | 2回戦                                          | ● 2 - 3 天理                                   | 初戦敗退                                       |
| 第86回大会（2004年）  | 秋田商（2年ぶり14回目）                        | 2回戦                                          | ● 8 - 11 済美                                  | 初戦敗退                                       |
| 第87回大会（2005年）  | 秋田商（2年連続15回目）                        | 1回戦                                          | ● 6 - 8 遊学館                                 | 初戦敗退                                       |
| 第88回大会（2006年）  | 本荘（18年ぶり3回目）                          | 1回戦                                          | ● 5 - 7 天理                                   | 初戦敗退                                       |
| 第89回大会（2007年）  | 金足農（6年ぶり5回目）                         | 1回戦                                          | ● 1 - 2 大垣日大                               | 初戦敗退                                       |
| 第90回大会（2008年）  | 本荘（2年ぶり4回目）                           | 1回戦                                          | ● 3 - 4x 鳴門工                                | 初戦敗退                                       |
| 第91回大会（2009年）  | 明桜（13年ぶり8回目）                          | 2回戦                                          | ● 2 - 3x 日本航空石川（延長12回）              | 初戦敗退                                       |
| 第92回大会（2010年）  | 能代商（25年ぶり2回目）                        | 2回戦                                          | ● 0 - 15 鹿児島実                              | 初戦敗退                                       |
| 第93回大会（2011年）  | 能代商（2年連続3回目）                         | 1回戦                                          | ○ 5 - 3 神村学園                               | 3回戦                                          |
| 第93回大会（2011年）  | 能代商（2年連続3回目）                         | 2回戦                                          | ○ 2 - 0 英明                                   | 3回戦                                          |
| 第93回大会（2011年）  | 能代商（2年連続3回目）                         | 3回戦                                          | ● 2 - 3x 如水館（延長12回）                    | 3回戦                                          |
| 第94回大会（2012年）  | 秋田商（7年ぶり16回目）                        | 2回戦                                          | ○ 8 - 3 福井工大福井                           | 3回戦                                          |
| 第94回大会（2012年）  | 秋田商（7年ぶり16回目）                        | 3回戦                                          | ● 1 - 5 倉敷商                                 | 3回戦                                          |
| 第95回大会（2013年）  | 秋田商（2年連続17回目）                        | 2回戦                                          | ● 0 - 5 富山第一                               | 初戦敗退                                       |
| 第96回大会（2014年）  | 角館（初出場）                                 | 2回戦                                          | ● 1 - 6 八頭                                   | 初戦敗退                                       |
| 第97回大会（2015年）  | 秋田商（2年ぶり18回目）                        | 2回戦                                          | ○ 3 - 1 龍谷                                   | ベスト8                                        |
| 第97回大会（2015年）  | 秋田商（2年ぶり18回目）                        | 3回戦                                          | ○ 4 - 3 健大高崎（延長10回）                   | ベスト8                                        |
| 第97回大会（2015年）  | 秋田商（2年ぶり18回目）                        | 準々決勝                                       | ● 3 - 6 仙台育英                               | ベスト8                                        |
| 第98回大会（2016年）  | 大曲工（初出場）                               | 1回戦                                          | ● 1 - 6 花咲徳栄                               | 初戦敗退                                       |
| 第99回大会（2017年）  | 明桜（8年ぶり9回目）                           | 2回戦                                          | ● 2 - 14 二松学舎大付                          | 初戦敗退                                       |
| 第100回大会（2018年） | 金足農（11年ぶり6回目）                        | 1回戦                                          | ○ 5 - 1 鹿児島実                               | 準優勝                                         |
| 第100回大会（2018年） | 金足農（11年ぶり6回目）                        | 2回戦                                          | ○ 6 - 3 大垣日大                               | 準優勝                                         |
| 第100回大会（2018年） | 金足農（11年ぶり6回目）                        | 3回戦                                          | ○ 5 - 4 横浜                                   | 準優勝                                         |
| 第100回大会（2018年） | 金足農（11年ぶり6回目）                        | 準々決勝                                       | ○ 3x - 2 近江                                  | 準優勝                                         |
| 第100回大会（2018年） | 金足農（11年ぶり6回目）                        | 準決勝                                         | ○ 2 - 1 日大三                                 | 準優勝                                         |
| 第100回大会（2018年） | 金足農（11年ぶり6回目）                        | 決勝                                           | ● 2 - 13 大阪桐蔭                              | 準優勝                                         |
| 第101回大会（2019年） | 秋田中央（45年ぶり5回目）                      | 1回戦                                          | ● 0 - 1 立命館宇治                             | 初戦敗退                                       |
| 第102回大会（2020年） | （新型コロナウイルス感染症流行による大会中止） | （新型コロナウイルス感染症流行による大会中止） | （新型コロナウイルス感染症流行による大会中止） | （新型コロナウイルス感染症流行による大会中止） |
| 第103回大会（2021年） | ノースアジア大明桜（4年ぶり10回目）            | 1回戦                                          | ○ 4 - 2 帯広農                                 | 2回戦                                          |
| 第103回大会（2021年） | ノースアジア大明桜（4年ぶり10回目）            | 2回戦                                          | ● 2 - 8 明徳義塾                               | 2回戦                                          |
| 第104回大会（2022年） | 能代松陽（11年ぶり4回目）                      | 1回戦                                          | ● 2 - 8 聖望学園                               | 初戦敗退                                       |
| 第105回大会（2023年） | ノースアジア大明桜（2年ぶり11回目）            | 2回戦                                          | ● 0 - 7 八戸学院光星                           | 初戦敗退                                       |
| 第106回大会（2024年） | 金足農（6年ぶり7回目）                         | 1回戦                                          | ● 4 - 6 西日本短大付                           | 初戦敗退                                       |
| 第107回大会（2025年） | 金足農（2年連続8回目）                         | 1回戦                                          | ● 0 - 1 沖縄尚学                               | 初戦敗退                                       |

## 通算成績
| 出場 | 試合 | 勝利 | 敗戦 | 引分 | 勝率 | 優勝 | 準優勝 | ベスト4 | ベスト8 |
| ---- | ---- | ---- | ---- | ---- | ---- | ---- | ------ | ------- | ------- |
| 80   | 126  | 47   | 79   | 0    | .373 | 0    | 2      | 4       | 4       |

## 学校別成績
| 校名               | 出場 | 直近出場 | 勝敗     | 最高成績 | 前身校                         |
| ------------------ | ---- | -------- | -------- | -------- | ------------------------------ |
| 秋田               | 19回 | 2003年   | 9勝19敗  | 準優勝   | 秋田中                         |
| 秋田商             | 18回 | 2015年   | 10勝18敗 | ベスト8  |                                |
| ノースアジア大明桜 | 11回 | 2023年   | 7勝11敗  | ベスト4  | 秋田経大付・秋田経法大付・明桜 |
| 金足農             | 8回  | 2025年   | 12勝8敗  | 準優勝   |                                |
| 秋田中央           | 5回  | 2019年   | 3勝5敗   | ベスト8  | 秋田市立                       |
| 能代               | 4回  | 1992年   | 2勝4敗   | 2回戦    |                                |
| 本荘               | 4回  | 2008年   | 0勝4敗   | 初戦敗退 |                                |
| 能代松陽           | 4回  | 2022年   | 2勝4敗   | 3回戦    | 能代商                         |
| 秋田工             | 2回  | 1986年   | 2勝2敗   | 3回戦    |                                |
| 秋田師範           | 1回  | 1929年   | 0勝1敗   | 初戦敗退 |                                |
| 横手               | 1回  | 1969年   | 0勝1敗   | 初戦敗退 |                                |
| 角館               | 1回  | 2014年   | 0勝1敗   | 初戦敗退 |                                |
| 大曲工             | 1回  | 2016年   | 0勝1敗   | 初戦敗退 |                                |